# 马特劳明德森特
马特劳明德森特，是匈牙利诺格拉德州所辖的一个村。总面积16.73平方公里，总人口828，人口密度49.5人/平方公里（2011年1月1日）。